# Budowla obronna w Dubiu

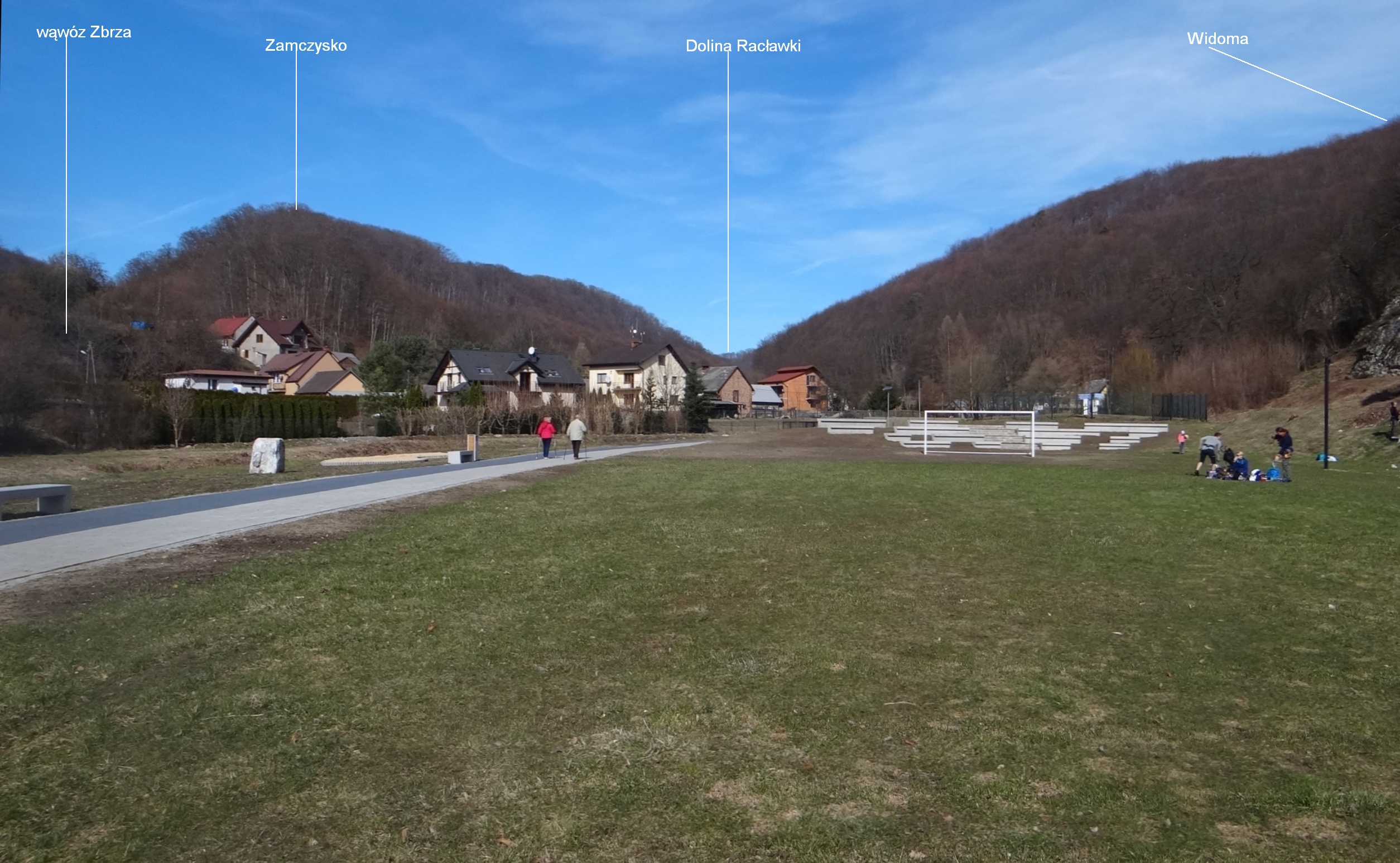
Widok na Zamczysko od południowego wschodu

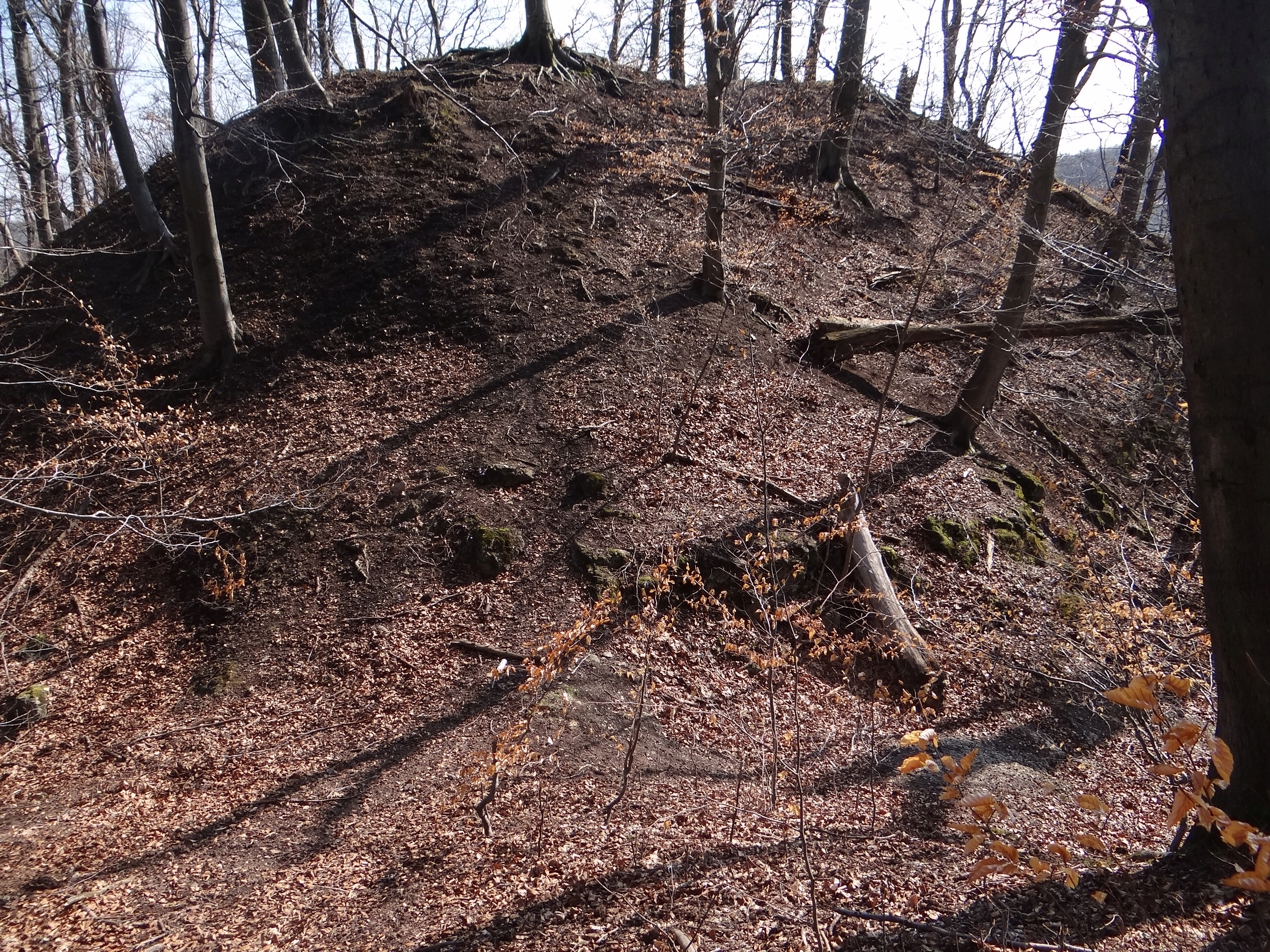
Szczyt Zamczyska

Budowla obronna w Dubiu – pozostałości średniowiecznej budowli obronnej we wsi Dubie w województwie małopolskim, w powiecie krakowskim, w gminie Krzeszowice. Pod względem geograficznym jest to obszar Wyżyny Olkuskiej wchodzącej w skład Wyżyny Krakowsko-Częstochowskiej.
Budowla znajdowała się na szczycie wzgórza Zamczysko (428 m n.p.m.) w prawych zboczach dolnej części Doliny Racławki. Było to trudno dostępne miejsce, wznoszące się nad dnem doliny na wysokość względną ok. 120 m. Wydłużone i porośnięte lasem wzgórze ma strome stoki stromych stokach; północno-wschodnie opadają do Doliny Racławki, południowo-zachodnie urwiskiem do wąwozu Zbrza. Jedynie od północno-zachodniej strony wzgórze przechodzi w wierzchowinę Wyżyny Olkuskiej, ale w tym miejscu na długości około 100 m oddziela go głęboki parów mający postać fosy obronnej. Została ona sztucznie wykopana, lub przynajmniej pogłębiono istniejący naturalny parów. Na cyplu wzniesienia zachowały się fundamenty kwadratowej kamiennej budowli o rozmiarach 4,7 × 6,4 m. Była to prawdopodobnie wieża obronna. Obecnie pozostałości fundamentów są przykryte ziemią, ale odsłonięte są kamienne jej przypory. Na południowej stronie wieży był rozległy majdan na trójkątnym, płaskim i pochyłym cyplu wzniesienia. Od strony południowo-zachodniej obronność zapewniało mu skalne urwisko, od północno-wschodniej wał obronny i proste umocnienia drewniane lub drewniano-ziemne. Majdan stanowił część mieszkalną budowli.
Znajduje się w obrębie rezerwatu przyrody Dolina Racławki.